# NGC 7767
NGC 7767 في الفهرس العام الجديد، هي مجرة، تقع في كوكبة الفرس الأعظم. اكتشفت في 9 أكتوبر 1872 بواسطة رالف كوبلاند.

## روابط خارجية
- NGC 7767 على موقع ويكي سكاي: DSS2, SDSS, GALEX, IRAS, Hydrogen α, X-Ray, Astrophoto, Sky Map, Articles and images